# Piano Demagnetize
Il Piano Demagnetize fu un accordo segreto di servizi segreti, stipulato negli anni '50 fra i servizi segreti degli Stati Uniti, dell'Italia e della Francia, che si proponeva di depotenziare l'influenza sulla società italiana e francese delle forze di orientamento comunista, all'epoca vicini al blocco sovietico, attraverso una stretta collaborazione tra i rispettivi servizi segreti (in Italia il SIFAR).

## Il piano
Il nome esprime l'intento del piano di ridurre quella sorta di "attrazione magnetica" che le idee comuniste andavano esercitando sulle popolazioni di alcuni paesi, in particolare Italia e Francia e la smagnetizzazione ne era l'obiettivo di assoluta priorità. Faceva parte di una serie di iniziative con le quali il governo di Washington intendeva agire in diversi contesti internazionali (principalmente europei) onde premunirsi contro una crescita di influenza delle forze comuniste in seno ai singoli àmbiti politici nazionali (in Francia l'analogo piano prese il nome di Cloven).
L'obiettivo generale era il contrasto all'azione di espansione dell'influenza dell'Unione Sovietica con principale riferimento ai paesi dell'Europa centro-meridionale. Ad occuparsi della redazione del piano fu il Joint Chiefs of Staff. L'OPC era un ufficio della CIA per le operazioni clandestine che operava in piena indipendenza dagli altri dipartimenti.
L'ambasciata statunitense a Roma era l'organo deputato a mantenere i contatti con i servizi segreti italiani. Fu sottoposto, nel 1951, per la parte italiana al generale Giovanni De Lorenzo (che dal 1955 sarà a capo del SIFAR), in termini di accordo internazionale segreto; ciò avvenne all'insaputa del governo italiano  poiché si riteneva che tale piano avrebbe inevitabilmente interferito con la sovranità nazionale (Le fonti in merito non sono tuttavia concordi).
Nel 1953 la nuova ambasciatrice americana a Roma, Clare Boothe Luce, assunse l'incarico di rendere operativo il piano. Per la prima volta si ha notizia pubblica del piano nel 1978 quando Roberto Faenza ne pubblica alcuni dettagli nel libro Il malaffare, edito da Mondadori. Successivamente soprattutto in sede di investigazioni della magistratura e di commissioni parlamentari inquirenti su altri fatti, saranno aggiunti ulteriori elementi di conoscenza.
I dettagli pratici del piano non sono noti, solo per via deduttiva si sono effettuate possibili ricostruzioni del tutto ipotetiche circa i modi di applicazione pratica degli accordi. Anche le analisi storiche si fermano alla congettura logica per la quale si è - sempre deduttivamente - concluso che, nel quadro di una teorica impostazione di contrasto psicologico all'eventuale crescita di consenso delle ideologie collettiviste, si sarebbero esplicitate attività militari e politiche di indirizzo e stile più pragmatici. Per alcune fonti, l'attuazione del piano era uno dei compiti dell'organizzazione Gladio e comunque si inseriva nel complesso di operazioni segrete volte a controllare il paese e contrastare il comunismo. Si è anche collegato il Demagnetize al perseguimento di operazioni finalizzate allo spionaggio di personaggi di alto livello come il papa .